# Бібік Ольга Анатоліївна
Ольга Бібік — українська легкоатлетка. Майстер спорту України міжнародного класу, член збірної команди України з легкої атлетики. Вищі досягнення: Кубок Європи — 2015 — бронзова медаль у складі естафети 4×400 м; Чемпіонат Європи–2013 — 5-е місце в складі естафети 4×400 м.; Чемпіонат світу — 2007 (юніори) — 4-е місце в забігу на 800 м; Чемпіонка України серед юніорів та молоді (400 м, 800 м); Чемпіонка України серед дорослих (4х400 м).

## Життєпис
Народилась 05 лютого 1990 року у м. Чернігові.
Легкою атлетикою почала займатися у 2005 році у товаристві «Спартак» тренер Філіпов В. Ф. Надалі її тренерами стали: Фадєєв О. Є., Філіпова В. І. Вихованка спортивного товариства «Спартак» м. Чернігів. спеціалізація: 400 м, 800 м, 4×400 м. 
У 2016 році бере участь в Олімпійських іграх в Ріо-де-Жанейро дисципліна: біг на 400 м, естафета 4×400 м.
- 8 серпня (понеділок) 11.00–13.15 і 17.00–19.15
- 9 серпня (вівторок) 11.00–13.00 та 17.00–19.00. Попередній раунд.
- 12 серпня (п'ятниця) 11.00–13.45 і 17.00–19.45. 1/8 фіналу.
- 15 серпня (понеділок) 11.00–13.15 і 17.00–19.45. Чвертьфінали.
- 18 серпня (четвер) 9.00–9.15. 1/2 фіналу.
- 20 серпня (субота) 9.00. Фінал.

Неодружена.

## Освіта
Тернопільський національний економічний університет, юридичний факультет.
У 2016 році з відзнакою закінчила факультет фізичного виховання Чернігівського національного педагогічного університету імені Т. Г. Шевченка.

## Досягнення
- Чемпіонка та призер Чемпіонатів України серед дівчат (400 м, 800 м);
- Чемпіонка України серед молоді (800 м);
- Призер Кубку України (4х400 м);
- Чемпіонка України (4х400 м);
- Рекордсменка Чернігівської області в естафетах 4×200 м та 4×400 м;
- Рекордсменка Чернігівської області серед дівчат та молоді на 400 м та 800 м;
- Переможниця матчевої зустрічі Україна — Білорусь — Росія 2006 і 2007 (400 м, 800 м);
- Чемпіонка міжнародної зустрічі Україна — Білорусь — Росія — Польща — Туреччина — Латвія 2009 (800 м);
- 4 місце на Чемпіонаті світу серед юнаків м. Острава 2007 (800 м);
- 2 місце Європейського юнацького фестивалю (800 м);
- Учасниця Чемпіонату світу серед юніорів 2008 (800 м);
- Учасниця Чемпіонату Європи серед молоді 2011 (800 м);
- 5 місце на Чемпіонаті Європи 2013 (4х400 м.);
- 3 місце на Кубку Європи 2015 (4х400 м);
- 5 місце чемпіонат світу 4×400 м Пекін 2015;
- 3 місце 4×400 м командний чемпіонат Європи 2015 м. Чебоксари;
- Призерка Командного Чемпіонату України та Чемпіонату України 2015 на 400 м;
- 4 місце Чемпіонат світу 4×400 м 2016 м. Портленд США;
- 6 місце 4×400 м Чемпіонат Європи 2016 м. Амстердам;
- Чемпіонка України 400 м 2016 м. Луцьк;
- Майстер спорту України міжнародного класу, член збірної команди України з легкої атлетики;

Найкращі результати: 60 м. — 6,94 c.; 200 м — 24,80 c.; 400 м. — 51.69 c.; 800 м. — 2,01,51 c (рекорд області серед молоді).

### Виступи на Олімпіадах
| Олімпіада | Дисципліна     | Результат | Місце |
| Ріо 2016  | Біг 400 м      | 52,33     | 29    |
| Ріо 2016  | естафета 4х400 | 3.26,64   | 5     |

## Нові старти
7 червня 2018 року Ольга Бібік виконає особливу місію — вона буде пейсмекером в забігу на 800 метрів, розганяючи дворазову олімпійську чемпіонку на цій дистанції, південноафриканку Кастер Семеню.